# Werner Arber
Werner Arber (Gränichen, 3 de junho de 1929) é um microbiologista e geneticista suíço.
Foi agraciado com o Nobel de Fisiologia ou Medicina de 1978, por aplicação das enzimas que modificam as moléculas gigantes do ADN. É membro da Pontifícia Academia das Ciências desde 1981.